# Mauzé-Thouarsais
Mauzé-Thouarsais är en kommun i departementet Deux-Sèvres i regionen Nouvelle-Aquitaine i västra Frankrike. Kommunen ligger i kantonen Thouars 2e Canton som tillhör arrondissementet Bressuire. År 2018 hade Mauzé-Thouarsais 2 120 invånare.

## Befolkningsutveckling
Antalet invånare i kommunen Mauzé-Thouarsais
| Referens: INSEE |